# Lacaton & Vassal
Lacaton & Vassal és un estudi d'arquitectura francès compost per Anne Lacaton i Jean-Philippe Vassal i fundat en 1987 a París.
Desenvolupen una obra centrada principalment en la relació entre la forma, la funció i l'economia. Atorguen especial importància a la manera de vida contemporània cercant crear espais confortables per als usuaris a través d'aquesta relació. Es caracteritzen també per fer ús de la innovació tecnològica i materials com el policarbonat per aconseguir construir espais més amplis.
El seu treball ha estat exposat tant de forma individual com a col·lectiva, coincidint amb altres arquitectes de renom com Anna Heringer, Fran Silvestre o Aires Mateus. Així mateix, han estat premiats amb el Gran Premi Nacional d'Arquitectura que atorga el govern francès en 1999, el Premi de la Ciutat de Madrid en 2006 o el Premi d'Arquitectura de la Ciutat de Bordeus en 2008, entre d'altres. El 2021 han estat guardonats amb el prestigiós premi Pritzker.

## Projectes
- Casa Latapie, Floirac (1993)
- Centre de dia per postadolescents, Begles (1994)
- Museu Arqueològic de Saintes (1995)
- Col·loqui Aucoc, Bordeus (1996)
- Universitat Pierre Mendes, Grenoble (1995-2001)
- Casa en Dordogne (1997)
- Casa en Lège-Cap-Ferret (1998)
- Casa en Coutras (2000)
- Museu d'art contemporani en el Palais de Tòquio, París (2001)
- Cafè Una en el Architekturzentrum, Viena (2001)
- Oficines en Nantes (2001)
- Edificis d'habitatges col·lectius Floirac (2003)
- Casa en Keremma (2005)
- Seu de la facultat de Ciències de gestió de la Universitat de Bordeus (2006)
- Sala d'exposicions de París Nord Villepinte (2007)
- Escola d'Arquitectura de Nantes (2009)
- Transformació de la torre Bois-li-Prêtre, París (2009)
- Planificació de les zones industrials abandonades del Palais de Tòquio, París (en curs)